# Municipio de Ixtapan de la Sal
El municipio de Ixtapan de la Sal es uno de los 125 municipios del estado de México, tiene una superficie de 28,335 km² y cuya cabecera municipal es la población homónima de Ixtapan de la Sal. Limita al norte con Villa Guerrero y Tenancingo; al sur, con Tonatico; al este, con Coatepec Harinas￼, y al oeste, con Zumpahuacán. En el censo del 2020, tenía una población total de 36 911 habitantes. El 25 de septiembre de 2015, Ixtapan de la Sal fue declarado Pueblo Mágico.

## Gobierno
| Presidente Municipal              | Periodo   |
| --------------------------------- | --------- |
| José Adán Ignacio Rubí Salazar    | 2000-2003 |
| Cesáreo Antonio Domínguez Díaz    | 2003-2006 |
| Salvador Christopher Vergara Cruz | 2006-2009 |
| Hugo Andrés Hernández Vargas      | 2009-2012 |
| PRD Ignacio Ávila                 | 2013-2015 |
| Julio César Sergio Becerril Román | 2016-2018 |

## Historia
El municipio de Ixtapan de la Sal, ubicado en el Estado de México, México, tiene una rica historia que se remonta a tiempos prehispánicos. Antes de la llegada de los españoles, la zona estaba habitada por los matlatzincas, una cultura mesoamericana que se estableció en la región alrededor del siglo XIII. Los matlatzincas construyeron importantes centros ceremoniales y desarrollaron una sociedad organizada.
Durante la época colonial, Ixtapan de la Sal fue parte de la encomienda de Tenancingo y posteriormente se convirtió en un pueblo de indios. Durante este período, la región experimentó una mezcla de culturas, con la influencia española que se reflejó en la arquitectura y la religión.
En el siglo XIX, Ixtapan de la Sal fue escenario de importantes eventos históricos durante la Guerra de Independencia de México. La región fue testigo de batallas y enfrentamientos entre las fuerzas independentistas y las tropas realistas.
En el siglo XX, Ixtapan de la Sal se convirtió en un importante destino turístico gracias a sus aguas termales y su clima cálido. Actualmente, el municipio es reconocido por su belleza natural, sus atractivos turísticos y su rica herencia cultural.

## Patrimonio Histórico
- Parroquia de San Martín Obispo: Esta hermosa iglesia, construida en el siglo XVI, es uno de los principales monumentos religiosos de Ixtapan de la Sal. Su arquitectura colonial y su interior ornamentado la convierten en un lugar de gran importancia histórica y espiritual.

- Ex Convento de San Juan Bautista: Este antiguo convento franciscano, construido en el siglo XVI, es otro punto histórico destacado en el municipio. Aunque gran parte del edificio original fue destruido en un terremoto, aún se pueden apreciar algunos restos arquitectónicos y una capilla abierta al público.

- Zona arqueológica de Tonatico: Situada en las cercanías de Ixtapan de la Sal, esta zona arqueológica alberga vestigios de la cultura matlatzinca, que habitó la región antes de la llegada de los españoles. Aquí se pueden encontrar estructuras prehispánicas, como pirámides y plazas ceremoniales, que son testimonio de la antigua civilización.

- Balneario Municipal: Además de su valor histórico, Ixtapan de la Sal es conocido por sus balnearios y aguas termales. El Balneario Municipal es uno de los más populares, ofreciendo a los visitantes la oportunidad de disfrutar de las aguas curativas y relajantes mientras se rodean de hermosos paisajes naturales.

## Festividades
Fiesta de San Martín Obispo: Esta celebración se lleva a cabo en honor al santo patrón del municipio, San Martín Obispo. Durante la festividad, se realizan procesiones, misas y danzas tradicionales en la parroquia de San Martín Obispo. Además, se organizan actividades como juegos pirotécnicos, bailes populares y juegos mecánicos.
Feria de la Sal: Esta feria se celebra en el mes de enero y es una de las festividades más importantes de Ixtapan de la Sal. Durante la feria, se llevan a cabo exposiciones agrícolas, artesanales e industriales. También se realizan eventos culturales, como conciertos, danzas folklóricas y muestras gastronómicas.

## Artesanía
El municipio de Ixtapan de la Sal cuenta con una rica tradición artesanal. 
- Cerámica: La cerámica es una de las principales artesanías de Ixtapan de la Sal. Los artesanos locales crean hermosas piezas de cerámica, como vasijas, platos, tazas y figuras decorativas. Estas piezas suelen estar decoradas con diseños coloridos y representaciones de la flora y fauna local.

- Textiles: Los textiles también son una parte importante de la tradición artesanal en Ixtapan de la Sal. Los artesanos elaboran tejidos a mano, como sarapes, rebozos y prendas de vestir, utilizando técnicas tradicionales que han pasado de generación en generación. Estos textiles suelen ser coloridos y están adornados con elaborados diseños y bordados.

- Talavera: Ixtapan de la Sal es conocido por su producción de talavera, un tipo de cerámica vidriada de origen español. Los artesanos de la región crean hermosas piezas de talavera, como platos, jarrones y azulejos. Estas piezas se caracterizan por sus colores vibrantes y sus diseños detallados.

- Joyería: La joyería artesanal también tiene un lugar destacado en Ixtapan de la Sal. Los artesanos crean piezas únicas utilizando técnicas tradicionales y materiales como plata, piedras semipreciosas y conchas marinas. Estas joyas reflejan la belleza y la cultura de la región.